# Cyanotis somaliensis
Cyanotis somaliensis es una especie  de planta perteneciente a la familia de las Commelinaceae. Es endémica de Somalia.

## Descripción
Tiene el tallo leñoso y abrupto en la base, con raíces nervudas finas. Hojas basales  estrechamente triangulares. Las inflorescencias en cabezas axilares largas, más gruesas, indivisas, con varias hojas. 

## Distribución
Se encuentra en el Nilo en África Oriental Británica en Somalia.

## Taxonomía
Cyanotis somaliensis fue descrita por Charles Baron Clarke y publicado en Bull. Misc. Inform. Kew (1895) 229.